# Відносини Святого Престолу та Південної Кореї
Відносини Святого Престолу та Південної Кореї – це відносини між Святим Престолом і Південною Кореєю . Католицька церква Південної Кореї є найбільш швидкозростаючою церквою у Східній Азії . Згідно зі статистикою, станом на 31 грудня 2017 року кількість католиків у Кореї становила 5 813 770 осіб. Це становить 11,0% від загальної чисельності населення Південної Кореї (52 млн населення). Загальна кількість католиків у Кореї з 1950-х років  постійно збільшується. 
Історичні зв’язки між Ватиканом та Південною Кореєю можна простежити з 1946 року, коли в 1947 році єпископ Патрік Бірн був відправлений апостольським візитатором до Кореї у 1947 року. Уряд Південної Кореї направив делегацію на Паризьку конференцію 1948 року, щоб бути визнаним єдиним урядом Корейського півострова . У той час Святий Престол і Апостольський нунцій у Парижі (тоді Анджело Ронкаллі, пізніше Папа Іван XXIII ) дуже допомогли південнокорейській делегації отримати визнання багатьох делегацій католицьких країн. 

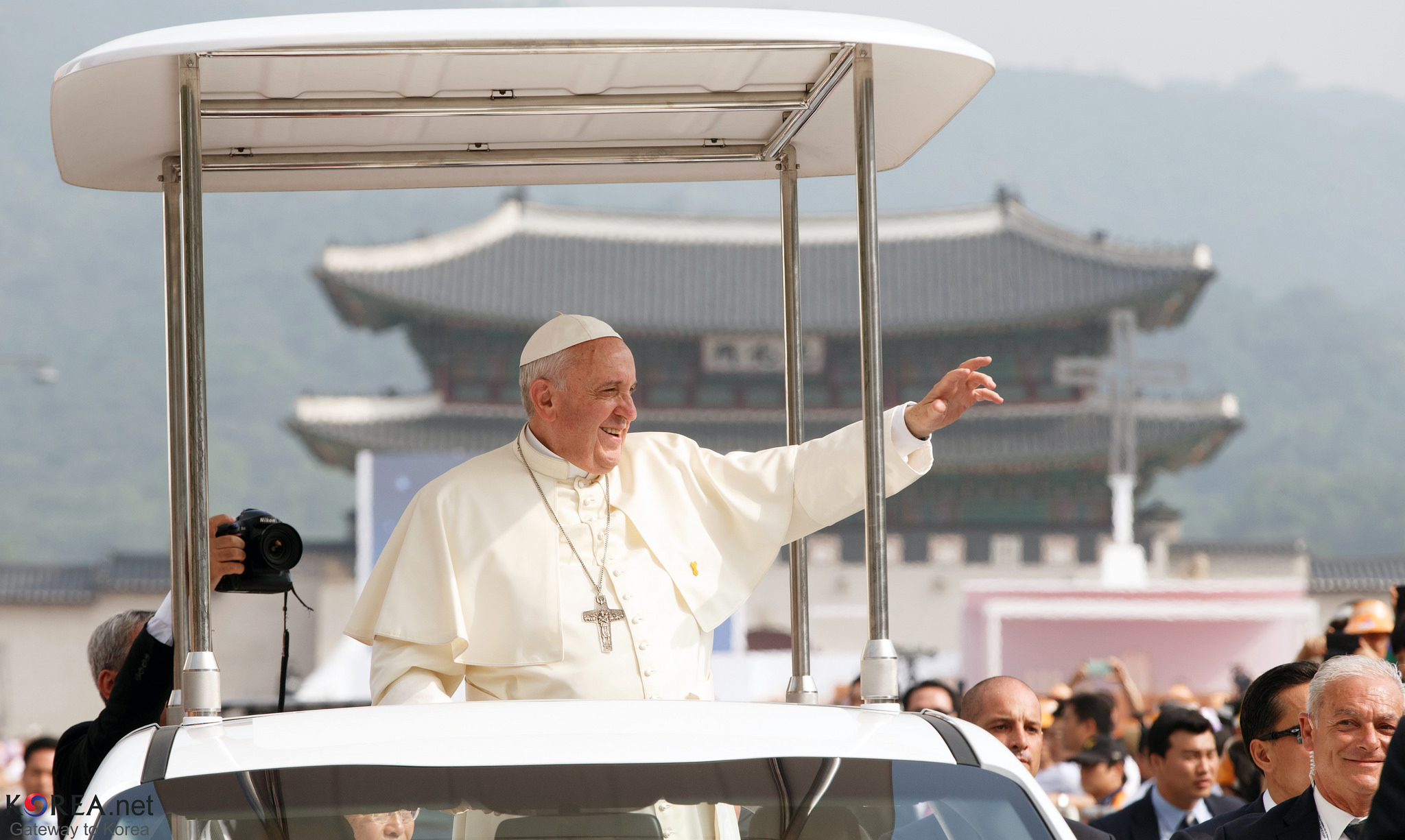
Папа Франциск у Південній Кореї

У 1984 році Папа Римський Іван Павло II вперше відвідав Південну Корею, щоб взяти участь у церемонії відзначення 200-річчя корейського католицизму. У 1989 році понтифік здійснив другий папський візит для участі в 44-му Євхаристійному конгресі.  Папа Франциск також здійснив папський візит до Південної Кореї в 2014 році для беатифікації 124 корейських мучеників і для шостого Азіатського дня молоді. 
Тоді президент Кореї Кім Де Чжун відвідав Ватикан у 2000 році, ставши першим главою корейської держави, який зробив це. Президенти Ро Му Хен, Лі Мен Бак, Пак Кин Хе та Мун Чже Ін також відвідали місто-державу. 